# Krahulčí (Nový Hrádek)
Krahulčí (německy Sperbersdorf) je malá osada, část městyse Nový Hrádek v okrese Náchod. Nachází se asi 1,5 km na severozápad od Nového Hrádku. V roce 2009 zde bylo evidováno 10 adres. V roce 2001 zde trvale žil jeden obyvatel.
Krahulčí leží v katastrálním území Nový Hrádek o výměře 7,68 km2.

## Galerie

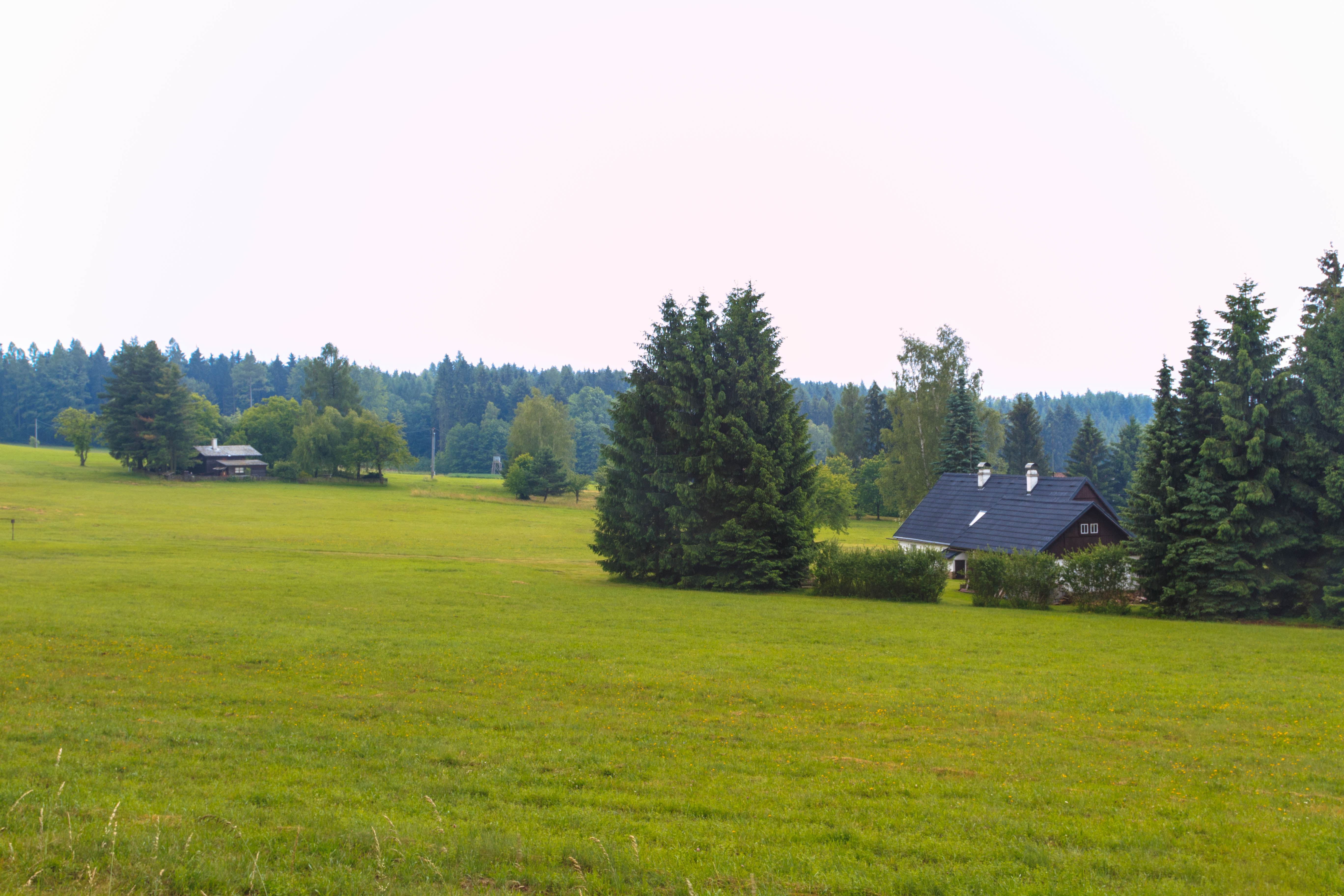
Dům čp. 2
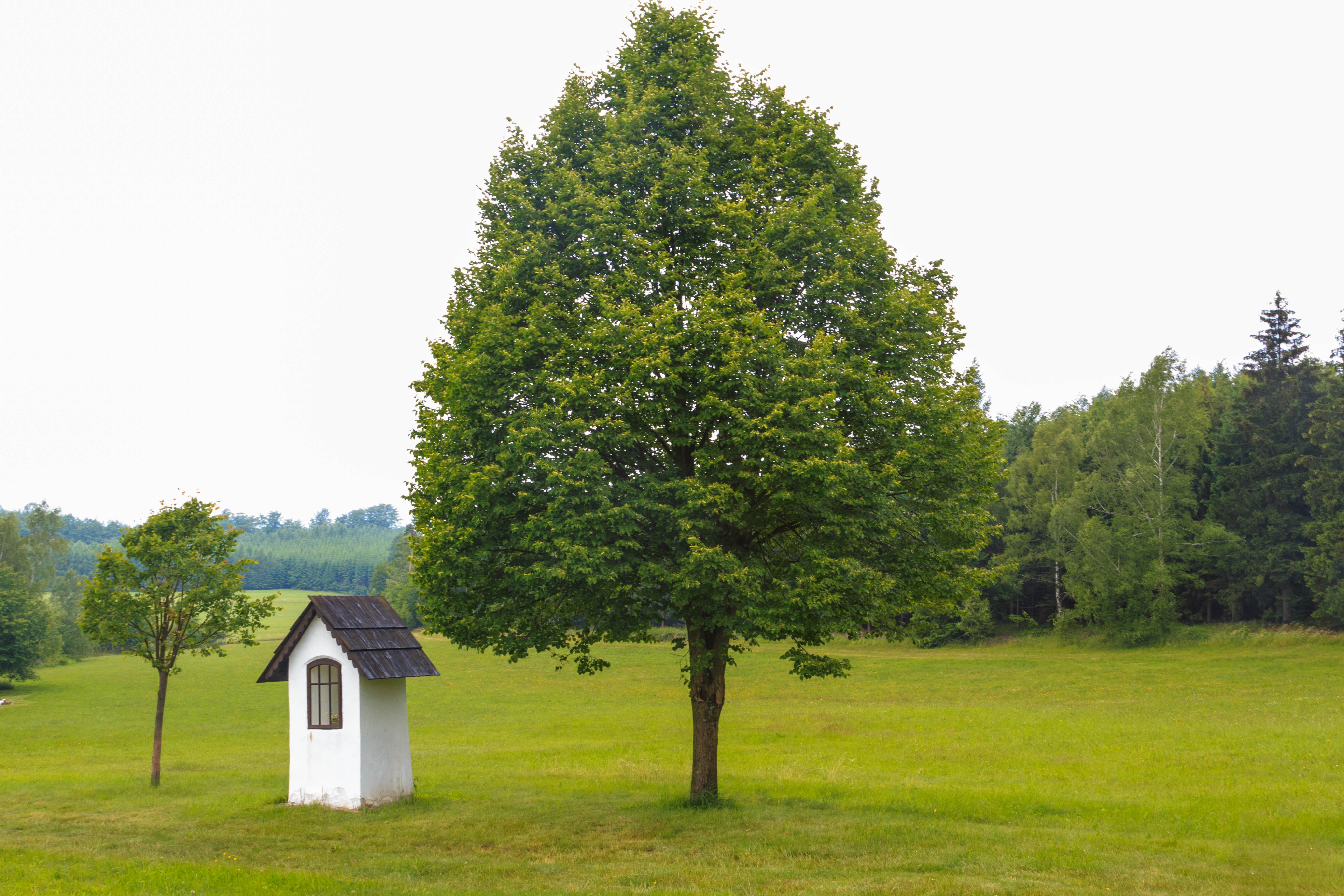
Výklenková kaplička
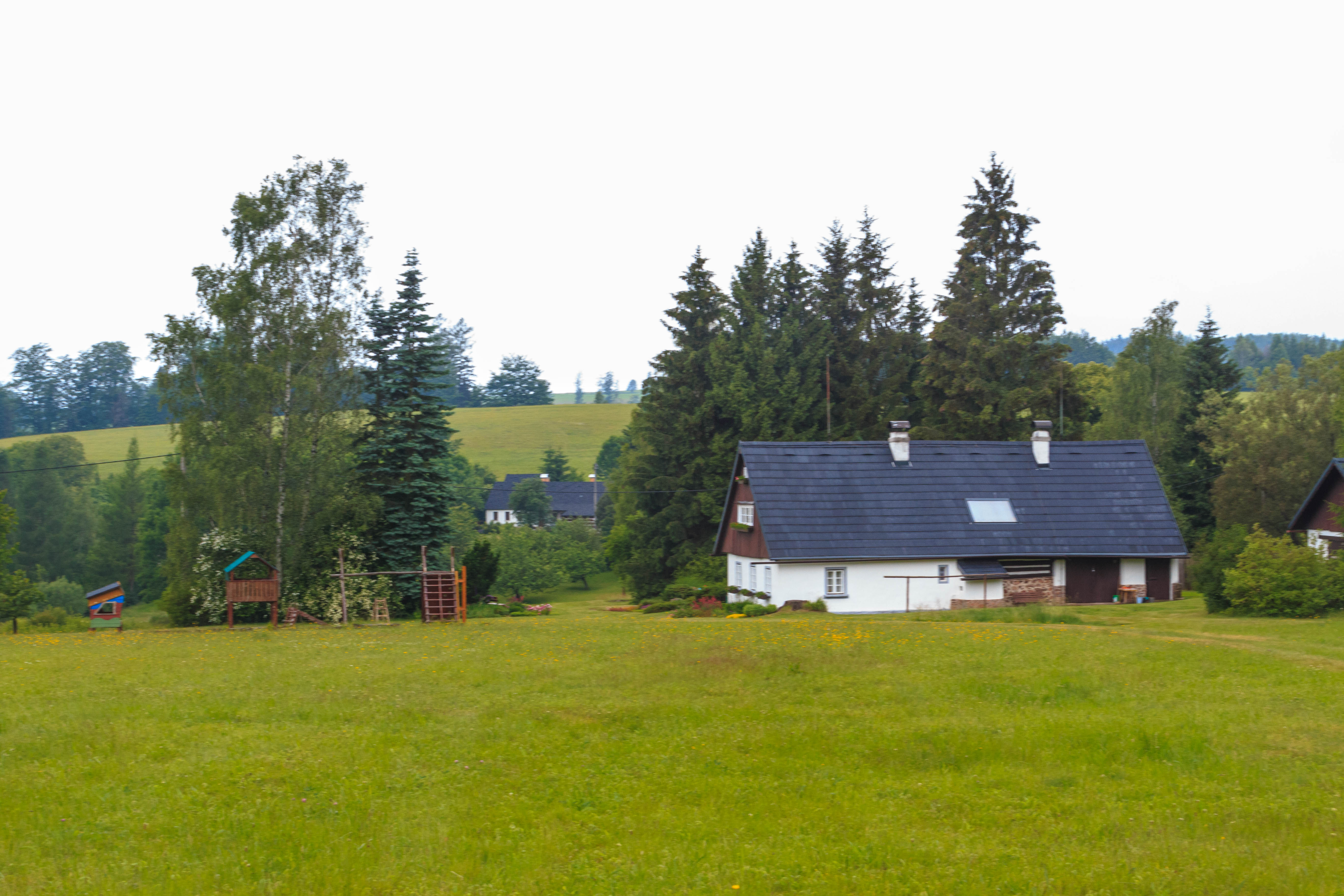
Dům čp. 1